# Háború és béke (film, 1956)
A Háború és béke a világhírű orosz író, Lev Nyikolajevics Tolsztoj Háború és béke című regényének 1956-os filmváltozata.

## Történet
A film regényéhez méltóan igyekszik filmvászonra örökíteni az időt, amikor a legyőzhetetlennek vélt Napolen Bonaparte egész Európát térdre kényszeríti, majd Oroszország felé fordítja figyelmét. Moszkvában, a közelgő háború hangulatában Pierre Bezuhov látogatóba érkezik régi jó barátjához, Rosztov grófhoz. De Pierre szívéhez ebből a családból nem a gróf, hanem annak lánya Natasa ( Audrey Hepburn ) áll a legközelebb. Azonban a lány még nagyon fiatal, így hiába érez iránta szerelmet. Közben Pierre Bezuhov atyja meghal, és az eddig el nem ismert fiát végül mégis elfogadja hivatalos végrendeletében, egyben őt kiáltja ki egyetlen örökösévé. Bár már tehetős emberként, de mégis viccesen kéri meg Natasa kezét, a lány mivel még nagyon fiatal, nemet mond Pierre-nek, amiért a férfi végül a szép, ám de egyben számító Jelena karmai között talál vigaszt. Elveszi, de Jelena csak Pierre vagyonáért megy férjhez, emellett folyamatosan meg is csalja a férfit, mindaddig amíg Piérre elhatározásra nem kerül. A tehetős Rosztov házban a moszkvai elitből többen is vendégeskednek, mint ahogy Pierre egyik legjobb barátja Andrej Bolkonszkij herceg, akit szintén sok megpróbáltatás ér a háború évei alatt, szülés közben feleségét is elveszíti, így egymagának kell nevelnie kisfiát. Majd nemsokára megismeri a bájos Natasát, aki már egy picit érettebbé válik, mégis fellángolás történik kettejük között, de a frigyet mivel csak egy év után támogatják a szülők, így közben Natasa megismerkedik Anatole Kuraginnal, kiről végül kiderül hogy csupán egy csaló. Így Natasa egyedül marad, mivel Andrej herceg is eltávolodik tőle. Egyedül Pierre imádja a lányt és mindent megtesz érte, de mivel látja hogy Natasa nem érdeklődik iránta, így ő is hadba vonul. De végül a franciák fogságába kerülvén rájön, hogy az emberi élet sokkal többet ér a háborúnál. A rendező egy időben filmesíti meg azokat a pillanatokat is, miként érkeznek Moszkvába a franciák és hogy az oroszok milyen cselhez folyamodnak, ami végül Napoleon terveit is meghiúsítja és visszavonulásra, megadásra kényszeríti.

## Szereplők[4]
| Karakter                  | Színész            | Szinkronhang           |
| ------------------------- | ------------------ | ---------------------- |
| Natasa Rosztova           | Audrey Hepburn     | Rudolf Teréz           |
| Pierre Bezuhov            | Henry Fonda        | Malcsiner Péter        |
| Andrej Bolkonszkij herceg | Mel Ferrer         | Rátóti Zoltán          |
| Anatole                   | Vittorio Gassman   | Sinkovits-Vitay András |
| Napóleon                  | Herbert Lom        | Haás Vander Péter      |
| Kutuzov tábornok          | Oskar Homolka      | Kun Vilmos             |
| Helene Kuragina           | Anita Ekberg       |                        |
| Dolokov                   | Helmut Dantine     |                        |
| Vaszilij Kuragin herceg   | Tullio Carminati   | Pataki Imre            |
| Rosztov gróf              | Barry Jones        | Szabó Ottó             |
| Lise                      | Milly Vitale       |                        |
| Rosztov grófné            | Lea Seidl          | Pásztor Erzsi          |
| Marja Bolkonszkij         | Anna-Maria Ferrero |                        |
| Bolkonszkij herceg        | Wilfrid Lawson     | Simon György           |
| Szonya Rosztova           | May Britt          | Kiss Erika             |
| Nyikolaj Rosztov          | Jeremy Brett       | Lux Ádám               |
| Gyeniszov                 | Patrick Crean      |                        |
| Petya Rosztov             | Sean Barrett       | Bartucz Attila         |
| Peronszkava               | Gertrude Flynn     |                        |
| Platon Karacev            | John Mills         |                        |

## Alkotók[4]
- Rendező: King Vidor

- Író: Lev Nyikolajevics Tolsztoj

- Forgatókönyvírók : King Vidor, Mario Camerini, Ennio De Concini, Ivo Perilli, Irwin Shaw, Mario Soldati

- Zeneszerző: Nino Rota

- Operatőr: Jack Cardiff, Aldo Tonti

- Jelmeztervező: Maria De Matteis

- Vágó: Leo Cattozzo

## Fontosabb díjak, jelölések
Oscar-díj (1957)
- jelölés: legjobb rendező - King Vidor
- jelölés: legjobb operatőr (színes film) - Jack Cardiff
- jelölés: legjobb jelmeztervezés (színes film)/ Jelölés

Golden Globe-díj (1957)
- díj: legjobb idegen nyelvű film
- jelölés: legjobb férfi mellékszereplő -Oscar Homolka
- jelölés: legjobb rendező - King Vidor
- jelölés: legjobb színésznő (dráma) - Audrey Hepburn
- jelölés: legjobb drámai film - Dino De Laurentiis

## Galéria

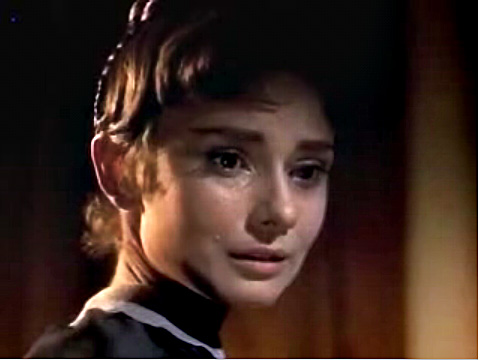
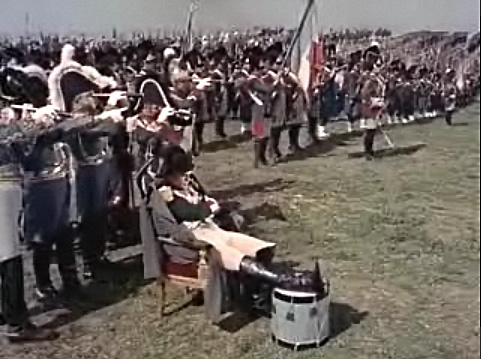
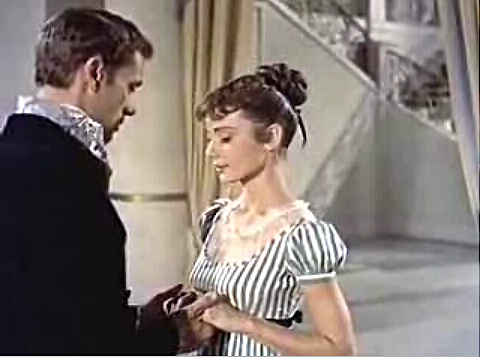
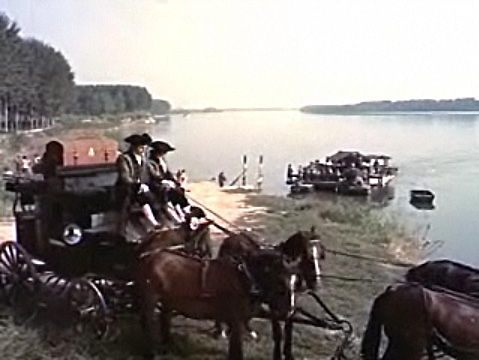
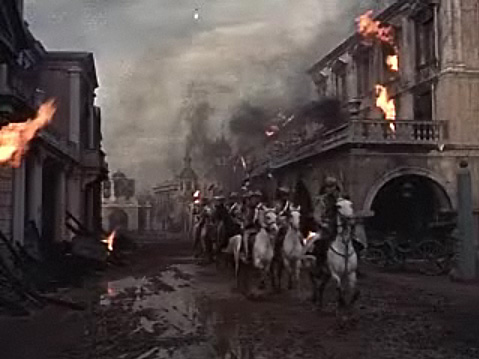
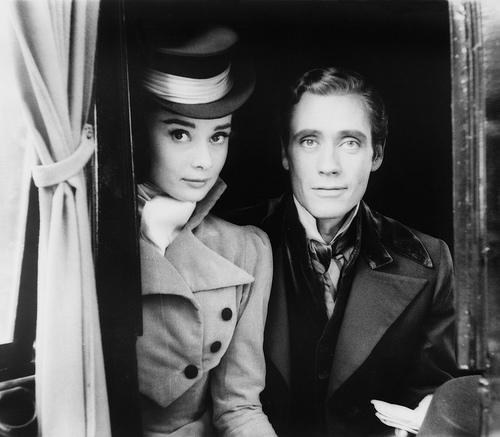